# جرج هد بارکلی
سر جرج هد بارکلی (۲۳ مارس ۱۸۶۲– ۲۶ ژانویه ۱۹۲۱) یک دیپلمات بریتانیایی بود.
بارکلی در کالج ایتون و کالج ترینیتی کمبریج تحصیل کرد و پس از پایان در سال ۱۸۸۶ به وزارت امور خارجه پیوست و در سال ۱۸۸۸ وابسته در واشینگتن دی سی شد و تا سال ۱۸۹۱ در آنجا خدمت کرد. وی سپس دبیر هیئت به رم و بعد از آن در سالهای ۱۸۹۷ و ۱۸۹۸ به مادرید اعزام شد.
بارکلی در سال ۱۹۰۲ به عنوان دبیر دوم در قسطنطنیه خدمت کرد، و بعد به عنوان دبیر نمایندگی در توکیو منصوب شد.

## سفارت و وزارت مختاری
او به عنوان وزیر تام‌الاختیار اعلیحضرت در قسطنطنیه به پایتخت امپراتوری عثمانی بازگشت. از سال ۱۹۰۸ تا ۱۹۱۲، او فرستاده فوق‌العاده و وزیر تام‌الاختیار در تهران بود. در سال ۱۹۱۲، او به عنوان وزیر مختار در بخارست، پایتخت رومانی منصوب شد. بارکلی در سال ۱۹۲۰ از خدمات دیپلماتیک بازنشسته شد.

## فعالیتها در ایران
وی در دوران حضور خود در ایران طی سالهای ۱۲۹۶ تا ۱۳۰۰ و برآمدن رضاخان سردار سپه در ایران فعالیت داشت. وی در قضیه اخراج مورگان شوستر از روسیه حمایت کرد.